# Счастливое время
«Счастливое время» (англ. The Happy Time) — художественный фильм, мелодрама Ричарда Флейшера, вышедший на экраны в 1952 году. Создан по мотивам одноимённого романа Роберта Фонтейна.
Четыре номинации на премию «Золотой глобус».

## Сюжет
Действие картины происходит в 1920-е годы во французской Канаде. Семейство Боннар готовится к дню рождения их младшего сына Биби. Ему дарят много подарков, но, в качестве главного, отец семейства Жак Боннар, дирижёр маленького местного театра, отправляется с сыном на вечернее представление. Фокусник Великий Гаспари демонстрирует «распиливание женщины». Во время трюка он позволил себе поцеловать свою ассистентку Миньонетт и та, испортив фокус, убежала в слезах за кулисы.
Жак Боннар предлагает девушке место горничной, и в их доме появляется очаровательная девушка. Соседке Пегги О’Хара очень нравится Биби (хотя он по молодости этого не понимает) и она ревнует его к горничной. Между тем, за Миньонетт начинает ухаживать дядя Биби — Десмонд, разбитной коммивояжёр. Девушка, которой давно надоела кочевая цирковая жизнь, хочет уюта и стабильности. Десмонд рассказывает ей, что у него в планах покупка дома, хотя на самом деле это совсем не так.
В школе у Биби возникают проблемы. На его парте нашли фривольный рисунок и Пегги докладывает учителю, что якобы это дело рук Биби. Его ждёт наказание. Дома тоже не всё в порядке. Пытаясь помочь дяде завоевать сердце красавицы горничной, Биби решил поступить нестандартно. Прокравшись в её комнату, он тайно поцеловал девушку, попытавшись подстроить всё так, будто это сделал Десмонд. Девушка, проснувшись, находит Десмонда и даёт ему пощёчину. Обнаружив, что Десмонд её обманывал насчёт дома, она скрывается. Всё, впрочем, заканчивается счастливо. Десмонд находит Миньонетт и объясняется с ней. Пегги мирится с Биби и становится его девушкой.

## В ролях
- Шарль Буайе — Жак Боннар
- Луи Журдан — Десмонд Боннар
- Марша Хант — Сьюзен Боннар
- Бобби Дрисколл — Роберт «Биби» Боннар
- Линда Кристиан — Миньонетт Шапюи
- Курт Казнар — Луи Боннар
- Марсель Далио — Гранпер Боннар
- Жанетт Нолан — Фелис Боннар
- Ричард Эрдман — Альфред Граттин
- Джек Рэйн — мистер Фрей

## Награды и номинации
- 1953 — номинации на «Золотой Глобус»
  - лучший фильм (драма)
  - лучший режиссёр
  - лучшая мужская роль (драма)
  - лучший актёр второго плана